# Aedes ovazzai
Aedes ovazzai är en tvåvingeart som beskrevs av Hamon och Adam 1959. Aedes ovazzai ingår i släktet Aedes och familjen stickmyggor. Inga underarter finns listade i Catalogue of Life.